# Hyloxalus infraguttatus
Espèce
Synonymes
- Phyllobates infraguttatus Boulenger, 1898
- Colostethus infraguttatus (Boulenger, 1898)

Statut de conservation UICN

 NT  : Quasi menacé
Hyloxalus infraguttatus est une espèce d'amphibiens de la famille des Dendrobatidae.

## Répartition
Cette espèce se rencontre de 70 à 1 500 m d'altitude :
- dans le département de Nariño en Colombie ;
- en Équateur dans les provinces de Manabí, du Guayas, de Bolivar, de Los Ríos, d'Azuay et d'El Oro.

## Description
Les mâles mesurent de 16,7 à 20,5 mm et les femelles de 19,5 à 23,4 mm.

## Publication originale
- Boulenger, 1898 : An account of the reptiles and batrachians collected by Mr. W. F. H. Rosenberg in western Ecuador.  Proceedings of the Zoological Society of London, vol. 1898, no 1, p. 107-126 (texte intégral).